# ランダッツォ
ランダッツォ（イタリア語: Randazzo, シチリア語: Ṙṙannázzu）は、イタリア共和国シチリア州カターニア県にある、人口約11,000人の基礎自治体（コムーネ）。

## 地理

### 位置・広がり

#### 隣接コムーネ
隣接するコムーネは以下の通り。括弧内のENはエンナ県、MEはメッシーナ県所属を示す。
- アドラーノ
- ベルパッソ
- ビアンカヴィッラ
- ブロンテ
- カスティリオーネ・ディ・シチーリア
- チェントゥーリペ (EN)
- フロレスタ (ME)
- マレット
- ニコロージ
- レガルブート (EN)
- ロッチェッラ・ヴァルデーモネ (ME)
- サンタルフィオ
- サンタ・ドメーニカ・ヴィットーリア (ME)
- トルトリーチ (ME)
- トロイーナ (EN)
- ザッフェラーナ・エトネーア

## 行政

### 分離集落
ランダッツォには、以下の分離集落（フラツィオーネ）がある。
- Monte la guardia, Murazzorotto, Flascio